# UCI Africa Tour 2011
Navigation
Édition précédente Édition suivante
L'UCI Africa Tour 2011 est la septième édition de l'UCI Africa Tour, l'un des cinq circuits continentaux de cyclisme de l'Union cycliste internationale. Il est composé de 23 compétitions, organisées du 6 octobre 2010 au 24 juillet 2011 en Afrique.

## Calendrier des épreuves

### Octobre 2010
| Date  | Course                  | Pays         | Classe | Vainqueur      | Équipe        |
| ----- | ----------------------- | ------------ | ------ | -------------- | ------------- |
| 6-9   | Grand Prix Chantal Biya | Cameroun     | 2.2    | Martinien Tega | SNH Vélo Club |
| 22-31 | Tour du Faso            | Burkina Faso | 2.2    | Julien Schick  | Reine Blanche |

### Novembre 2010
| Date  | Course                                                | Pays   | Classe | Vainqueur                                                          | Équipe                      |
| ----- | ----------------------------------------------------- | ------ | ------ | ------------------------------------------------------------------ | --------------------------- |
| 4     | Challenges de la Marche verte - GP Sakia El Hamra     | Maroc  | 1.2    | Mouhssine Lahsaïn                                                  | Équipe nationale du Maroc A |
| 5     | Challenges de la Marche verte - GP Oued Eddahab       | Maroc  | 1.2    | Abdelati Saadoune                                                  | Équipe nationale du Maroc B |
| 6     | Challenges de la Marche verte - GP Al Massira         | Maroc  | 1.2    | Tarik Chaoufi                                                      | Équipe nationale du Maroc A |
| 10    | Championnats d'Afrique - contre-la-montre par équipes | Rwanda | CC     | Ferekalsi Debessay Meron Russom Tesfai Teklit Daniel Teklehaimanot | Équipe nationale d’Érythrée |
| 12    | Championnats d'Afrique - contre-la-montre             | Rwanda | CC     | Daniel Teklehaimanot                                               | Équipe nationale d’Érythrée |
| 14    | Championnats d'Afrique - course en ligne              | Rwanda | CC     | Daniel Teklehaimanot                                               | Équipe nationale d’Érythrée |
| 17-25 | Tour du Rwanda                                        | Rwanda | 2.2    | Daniel Teklehaimanot                                               | Équipe nationale d’Érythrée |

### Janvier
| Date  | Course                 | Pays  | Classe | Vainqueur        | Équipe   |
| ----- | ---------------------- | ----- | ------ | ---------------- | -------- |
| 25-30 | Tropicale Amissa Bongo | Gabon | 2.1    | Anthony Charteau | Europcar |

### Février
| Date  | Course                | Pays           | Classe | Vainqueur         | Équipe                           |
| ----- | --------------------- | -------------- | ------ | ----------------- | -------------------------------- |
| 19-26 | Tour d'Afrique du Sud | Afrique du Sud | 2.2    | Kristian House    | Rapha Condor-Sharp               |
| 27-7  | Tour du Cameroun      | Cameroun       | 2.2    | Oumarou Minoungou | Équipe nationale du Burkina Faso |

### Mars
| Date | Course        | Pays  | Classe | Vainqueur          | Équipe                    |
| ---- | ------------- | ----- | ------ | ------------------ | ------------------------- |
| 25-3 | Tour du Maroc | Maroc | 2.2    | Mouhssine Lahsaini | Équipe nationale du Maroc |

### Avril
| Date | Course                                             | Pays  | Classe | Vainqueur       | Équipe                    |
| ---- | -------------------------------------------------- | ----- | ------ | --------------- | ------------------------- |
| 7    | Les Challenges Phosphatiers - Challenge Khouribga  | Maroc | 1.2    | Maroš Kováč     | Dukla Trenčín Merida      |
| 8    | Les Challenges Phosphatiers - Challenge Youssoufia | Maroc | 1.2    | Adil Jelloul    | Équipe nationale du Maroc |
| 9    | Les Challenges Phosphatiers - Challenge Ben Guerir | Maroc | 1.2    | Hassan Zahboune | Équipe nationale du Maroc |

### Mai
| Date | Course                                            | Pays  | Classe | Vainqueur         | Équipe                               |
| ---- | ------------------------------------------------- | ----- | ------ | ----------------- | ------------------------------------ |
| 6    | Challenge du Prince - Trophée princier            | Maroc | 1.2    | Azzedine Lagab    | Groupement Sportif Pétrolier Algérie |
| 7    | Challenge du Prince - Trophée de l'anniversaire   | Maroc | 1.2    | Volodymyr Bileka  | Amore & Vita                         |
| 8    | Challenge du Prince - Trophée de la maison royale | Maroc | 1.2    | Vladislav Borisov | Amore & Vita                         |

### Juin
| Date  | Course                   | Pays    | Classe | Vainqueur            | Équipe                               |
| ----- | ------------------------ | ------- | ------ | -------------------- | ------------------------------------ |
| 11-12 | Kwita Izina Cycling Tour | Rwanda  | 2.2    | Daniel Teklehaimanot | Équipe nationale d'Érythrée          |
| 27-1  | Tour d'Algérie           | Algérie | 2.2    | Azzedine Lagab       | Groupement Sportif Pétrolier Algérie |

### Juillet
| Date  | Course          | Pays     | Classe | Vainqueur      | Équipe                               |
| ----- | --------------- | -------- | ------ | -------------- | ------------------------------------ |
| 2     | Circuit d'Alger | Algérie  | 1.2    | Azzedine Lagab | Groupement Sportif Pétrolier Algérie |
| 20-24 | Tour d'Érythrée | Érythrée | 2.2    | Meron Russom   | Équipe nationale d'Érythrée          |

### Épreuves annulées
| Date         | Course                         | Pays           | Classe | Cause |
| ------------ | ------------------------------ | -------------- | ------ | ----- |
| 6-12 février | Tour du Mali                   | Mali           | 2.2    |       |
| 8-13 février | Tour d'Égypte                  | Égypte         | 2.2    |       |
| 15 février   | Grand Prix de Sharm el-Sheikh  | Égypte         | 1.2    |       |
| 7-11 mars    | Tour du Cap                    | Afrique du Sud | 2.2    |       |
| 12-16 mars   | Tour de Libye                  | Libye          | 2.2    |       |
| 18 mars      | Grand Prix of Al Fatah         | Libye          | 1.2    |       |
| 19-24 avril  | Tour ivoirien de la Paix       | Côte d'Ivoire  | 2.1    |       |
| 12 septembre | Cup of Omar Mokhtar Water Tank | Libye          | 1.2    |       |
| 13 septembre | Cup of Agdabia Water Tank      | Libye          | 1.2    |       |
| 15 septembre | Cup of Al Gurdabiya Water Tank | Libye          | 1.2    |       |
| 16 septembre | Cup of Bu Zayan Water Tank     | Libye          | 1.2    |       |

## Classements finals

### Classements par nations
| #  | Pays           | Pts    |
| 1  | Maroc          | 1,212  |
| 2  | Érythrée       | 806,68 |
| 3  | Afrique du Sud | 581,67 |
| 4  | Algérie        | 548,99 |
| 5  | Burkina Faso   | 300    |
| 6  | Cameroun       | 202    |
| 7  | Namibie        | 149.67 |
| 8  | Angola         | 140    |
| 9  | Lesotho        | 140    |
| -  | Zimbabwe       | 140    |
| 11 | Tunisie        | 120    |
| 12 | Rwanda         | 80     |
| 13 | Côte d'Ivoire  | 51     |
| 14 | Éthiopie       | 47,01  |
| 15 | Kenya          | 11,01  |
| 16 | Égypte         | 7,01   |
| 17 | Libye          | 3,99   |
| 18 | Sénégal        | 2      |

| #  | Pays (U23)     | Pts    |
| 1  | Afrique du Sud | 193,34 |
| 2  | Algérie        | 146    |
| 3  | Érythrée       | 141    |
| 4  | Cameroun       | 32     |
| 5  | Burkina Faso   | 30     |
| 6  | Éthiopie       | 27     |
| 7  | Maroc          | 22     |
| 8  | Lesotho        | 21     |
| 9  | Tunisie        | 18     |
| 10 | Angola         | 14     |
| 11 | Sénégal        | 2      |
| 12 | Libye          | 1,33   |